# 外语
外国语言，又稱外國語，指某一地区的本土居民不使用的语言：例如，英语在日本就是一种外语。它也指某人所属国家不常使用的语言，也即，对一名生活在法國的普通英國人来说，法语是一门外语。
有的孩子自出生或自幼就学习一种以上的语言：他们是双语人。这些孩子可以有两种母语，其中任何一种对他来说都不是外语，即使在他的出生国对大多数人来说是外语。例如，一个出生在英國，向他日本人的父母亲学习日语的孩子，既会说日语也会说英语，但其中任何一种对他来说都不是外语。

## 常用的外語
現代國際交流最常用的外語是英語，英語因在國際上的通用性，尤其在歐美等國家被廣泛使用。在大多數國家，尤其是東亞多國都必須學習外語，其中以英文為主要課程。當地人學習英文主要是為了能與外國人交流，不過大多數人都不能使用流利的外語與外國人交談。在推廣程度上，新加坡、馬來西亞、印度尼西亞、臺灣等在各大中小學上，均設有英文課程，中华人民共和国基本教育学段规定应学习外语，而几乎全部的学校选择英语作为其主要或唯一的外语必修课。因此當地學生基本能使用一些最基本的英文生活語句，而他們在生活中大多所指的外語是英文，新加坡和香港把英文用作官方及通用語言，而韓文、日文等均是興趣學習中比較常用的外語。如非在特殊場合，一般人民都會把外語理解為英文，並把它作為一項主要技能。
聯合國官方語言：阿拉伯文、中文、英文、法文、俄文和西班牙文也算國際間第二常用的外語。

## 外语教学与能力
世界上大部分学校都至少教授一种外国语言。
1990年代後，外语已成为几乎所有欧洲学生的必修课之一，特別是在歐盟國家，並且，不少的歐洲人至少懂一至兩種外語，如法語、德語等，唯一的例外是在爱尔兰，中小学生都須学习爱尔兰语和英语，但兩種语言都不是外语。欧洲学生通常在外语教学的开始阶段平均每周学习3-4小时。外语必修课程通常始与小学高年级或中学低年级。但是在卢森堡，挪威和马耳他等国，第一门外语教学开始于6周岁，在比利时的佛兰德人社区为10周岁。
某些国家学生使用外语学习所有课程。例如，有一半以上含有少数语种或地区语种社区的国家采用部分沉浸的方式来同时教授少数语种和国家官方语言。
1995年，欧洲委员会发布的教育培训白皮书，强调了学生在高级中等学校之前学习至少两种外语的重要性。2000年的歐盟里斯本峰会，将语言定义为五种关键技能之一。
尽管外语教学在学校中极为普遍，自称能说外语的成年人人数却仍然低于预期水準。这一点在英语国家尤其明显：在2004年，一项英国的调查显示仅有十分之一的英国劳动者可以说一门外语。低于5%的人可以用第二语言数数至20。八成被访者说尽管如此，他们仍可以在国外工作，因为“所有的人都会说英语”。在2001年，一项欧洲委员会的调查发现有65.9%的英国人只说他们的母语。
从1990年代起，欧洲语言共同参考框架及歐洲共同語言參考標準，试图将欧洲各国的语言教学标准化。

## 关于外语教学的研究
2004年一项来自英国Michel Thomas语言中心的报告显示，会说第二门语言可以平均提高劳动者的年薪达3000英镑，或一生共145,000英镑。进一步研究结果表明九成的英国公司认为更佳的语言技能可以帮助公司获利。
同样在2004年，倫敦大學學院（UCL）的一项研究分析了105名会说一种以上语言的人的大脑结构，发现年轻时期学习第二语言的人比后来学习的人大脑灰质更稠密。大脑灰质是大脑处理信息的区域。
其他调查研究表明外语早期熏陶 （页面存档备份，存于）可以增强孩子的发散性思维。这可以帮助语言相关之外的学习任务，例如数学。孩子可以通过多种方式表达自我，比如，他们懂得可以从另一个角度看问题，且一个问题不只有一种解决方案。